# Barri Vell de Girona
El Barri Vell és un barri a la ciutat de Girona. Una bona part d'aquest espai conforma un conjunt historicoartístic declarat bé cultural d'interès nacional. El conjunt historicoartístic del nucli antic de Girona comprèn bona part de la Girona vella, és a dir, el sector situat entre la Torre Gironella i l'Onyar. El conjunt és delimitat per una línia imaginària que, partint de la Torre Gironella, ressegueix tota la muralla del segle xiv fins al portal del Carme, retrocedeix pel carrer del Portal Nou fins a Sant Martí Sacosta, inclou tot el Carrer dels Ciutadans des de la Plaça de l'Oli a la del Vi, continua pel Carrer de la Força, es desvia per tal d'incloure la col·legiata de Sant Feliu, segueix cap a Sant Pere de Galligants, d'allà va a trobar la muralla i torna, pel Passeig Arqueològic de Girona, a la Torre Gironella.
El nucli de la Girona antiga és format pel recinte fortificat de la Força Vella, que formava un triangle limitat pel començament del Carrer de la Força, la Torre Gironella i la Placeta de Sant Feliu, i que en el seu traçat venia a coincidir amb els límits de la Girona ibèrica i romana. Es conserven alguns trossos de la muralla romana al pati de l'antiga universitat i a la Plaça de la Catedral. En aquesta plaça, a més de l'escalinata i la façana barroca de la seu, cal esmentar la Casa Pastors (avui Palau de Justícia) i l'edifici de la Pia Almoina (avui Col·legi d'Arquitectes).
Des d'aquesta plaça hom té accés, pel portal de Sobreportes, a l'antic burg de Sant Pere, extramurs de la Força però protegit posteriorment per la muralla del segle xiv. El barri és centrat per l'antic monestir benedictí de Sant Pere de Galligants, que té al davant l'esglesiola romànica de Sant Nicolau de Girona. D'aquest sector arrenca el Passeig Arqueològic, al principi del qual trobem els anomenats Banys Àrabs que són, en realitat, romànics. De l'altre costat, de Sobreportes cap a l'Onyar, cal destacar la col·legiata de Sant Feliu.
De la Catedral de Girona cap al sud es localitza la part burgesa i senyorial de la ciutat medieval, situada més enllà del carrer de la Força, antic call. En aquest carrer destaca la Casa Cartellà (o l'Institut vell, que havia estat convent de caputxins). A continuació del carrer de la Força trobem el Carrer Ciutadans, antic centre de la burgesia urbana, amb residències senyorials d'interès, com la Fontana d'Or. Al capdavall del carrer hi ha la Plaça del Vi, on es troben la Casa de la Ciutat (amb el Teatre Municipal de Girona) i la Casa Carles.
De la catedral cap a la muralla de les Pedreres destaquen diversos edificis religiosos. En primer lloc, pujant a la dreta de la seu, s'arriba a la Plaça dels Apòstols, on hi ha el Palau Episcopal. D'ací, i a través de la Plaça dels Lledoners i del Carrer dels Alemanys, s'arriba a la Plaça de Sant Domènec, on hi ha l'antic convent dels dominicans, amb l'església i el claustre gòtics, i la façana de l'antic Estudi General. D'ací i baixant les escales de Sant Domènec trobem l'església de Sant Martí Sacosta, antic col·legi dels jesuïtes i des de 1767 Seminari Conciliar. Un xic més avall, a la Pujada de Sant Martí, hi ha la Casa Agullana. Els baluards també formen part del nucli antic de Girona (segles XVIII-XIX). Segona línia de muralles amb notables fragments al Mercadal, porta de l'Areny i Sarracines.